# Lohberg (Steigerwald)
Der Lohberg ist ein 424 m ü. NHN hoher Berg im Steigerwald. Er liegt im westlichen Teil des Landkreises Neustadt an der Aisch-Bad Windsheim in Mittelfranken.

## Geographische Lage
Der Lohberg gehört zu den höheren Bergen in der Gemeinde Burghaslach. Er ragt circa 100 Meter in den flacheren Schwarzbachgrund hinein. Am Fuße des Berges liegen die Orte Appenfelden und Burghöchstadt. Der Berg ist nicht beschildert.